# Выборы в Законодательное собрание Ямало-Ненецкого автономного округа (2020)
Выборы в Законодательное собрание Ямало-Ненецкого автономного округа седьмого созыва состоялись в единый день голосования 13 сентября 2020 года. Были избраны 22 депутата по смешанной избирательной системе — 11 по общерегиональным партийным спискам и 11 по одномандатным округам.

## Кампания

### «Единая Россия»
25 — 31 мая 2020 года в ЯНАО состоялось электронное предварительное внутрипартийное голосование (праймериз) «Единой России». В голосовании приняли участие 25 699 сторонников партии, что составило 7 % от числа зарегистрированных в округе избирателей. Были определены 11 кандидатур одномандатников и 55 кандидатур по общерегиональному партийному списку. Утверждение кандидатур произошло на региональной партийной конференции в Салехарде 3 июля 2020 года.

### КПРФ
Кандидаты от Коммунистической партии Российской Федерации определились на партийной конференции в Ноябрьске 27 июня 2020 года. КПРФ выдвинула 7 кандидатов-одномандатников и 34 кандидата по партийному списку.

### «За правду»
Антилиберальная партия Захара Прилепина «За правду», которую исследователи называют основным спойлером оппозиции на выборах различного уровня в 2020—2021 годах и проектом Администрации президента по адаптации к изменениям в партийной системе России, не успела вовремя организовать региональное отделение в ЯНАО и отказалась от участия в выборах региональный парламент.

### Выдвижение
| Партия                                                                                        | Кандидаты-одномандатники | Кандидаты по партийному списку | Статус списка                      |
| --------------------------------------------------------------------------------------------- | ------------------------ | ------------------------------ | ---------------------------------- |
| «Единая Россия»                                                                               | 11                       | 55                             | Зарегистрирован                    |
| КПРФ                                                                                          | 7                        | 34                             | Зарегистрирован                    |
| ЛДПР                                                                                          | 11                       | 52                             | Зарегистрирован                    |
| «Справедливая Россия»                                                                         | 10                       | 33                             | Зарегистрирован                    |
| КПСС                                                                                          | 0                        | 28                             | Зарегистрирован                    |
| «Партия Роста»                                                                                | 0                        | 24                             | Зарегистрирован                    |
| «Родина»                                                                                      | 0                        | 28                             | Зарегистрирован                    |
| «Яблоко»                                                                                      | 1                        | 0                              | Заверен, но отказано в регистрации |
| «Партия возрождения России»                                                                   | —                        | —                              | Отказано в заверении               |
| «Партия добрых дел, защиты детей, женщин, природы, пенсионеров, против насилия над животными» | —                        | —                              | Отказано в заверении               |

## Социологические опросы

### Предварительный опрос
| Опросчик         | ЕР   | ЛДПР | КПРФ | СР  | Другие партии | Явка |
| ---------------- | ---- | ---- | ---- | --- | ------------- | ---- |
| ВЦИОМ, июль 2020 | 39 % | 18 % | 11 % | 7 % | 6 %           | 82 % |

### Экзитпол
| Опросчик                                  | ЕР      | ЛДПР | КПРФ    | СР     | Явка |
| ----------------------------------------- | ------- | ---- | ------- | ------ | ---- |
| «Региональная политика», 13 сентября 2020 | 65,01 % | 14 % | 10,43 % | 6,01 % | 47 % |

## Результаты

### Сводная таблица[8]
| Партия                      | По единому списку | По единому списку | По единому списку | Мандатов по одномандатным округам | Мандатов всего | % от числа избранных депутатов |
| Партия                      | Подано голосов    | Доля голосов      | Мандатов          | Мандатов по одномандатным округам | Мандатов всего | % от числа избранных депутатов |
| «Единая Россия»             | 111 111           | 64,64 %           | 7                 | 11                                | 18             | 81,81 %                        |
| ЛДПР                        | 26 316            | 15,31 %           | 2                 | 0                                 | 2              | 9,09 %                         |
| КПРФ                        | 15 177            | 8,83 %            | 1                 | 0                                 | 1              | 4,55 %                         |
| «Справедливая Россия»       | 10 403            | 6,05 %            | 1                 | 0                                 | 1              | 4,55 %                         |
| Заградительный барьер — 5 % |                   |                   |                   |                                   |                |                                |
| «КПСС»                      | 2 605             | 1,52 %            | 0                 | —                                 | 0              | 0 %                            |
| «Партия Роста»              | 1 741             | 1,01 %            | 0                 | —                                 | 0              | 0 %                            |
| «Родина»                    | 1 417             | 0,82 %            | 0                 | —                                 | 0              | 0 %                            |
| Самовыдвиженцы              | —                 | —                 | —                 | 0                                 | 0              | 0 %                            |
| Итого                       | 168 770           | 100 %             | 11                | 11                                | 22             | 100 %                          |